# Jenílson Ângelo de Souza
Jenílson Ângelo de Souza (Santo Antônio de Jesus, 20 juni 1973) is een Braziliaans voormalig voetballer die onder de naam Júnior als linker verdediger speelde.

## Clubcarrière
Júnior begon in 1994 bij Vitória en brak vanaf 1996 door bij Palmeiras waarmee hij onder meer de Copa Libertadores 1999 won. Tussen 2000 en 2004 stond hij in Italië onder contract bij Parma waarmee hij de Coppa Italia 2001/02 won. In zijn laatste seizoen werd hij verhuurd aan Siena. Vervolgens speelde Júnior tot 2008 voor São Paulo waarmee hij onder meer driemaal landskampioen werd en in 2005 de Copa Libertadores en het wereldkampioenschap voetbal voor clubs won. Hij speelde nog voor Atlético Mineiro voor hij in 2010 zijn loopbaan bij Goiás besloot.

## Interlandcarrière
In 1996 debuteerde Júnior voor het Braziliaans voetbalelftal. Met Brazilië werd hij derde op de CONCACAF Gold Cup 1998 en nam hij deel aan de Copa América 2001. Op het wereldkampioenschap voetbal 2002 won Júnior met Brazilië de vijfde wereldtitel van dat land.